# NHL ’94
NHL '94 – komputerowa gra sportowa o tematyce hokejowej, stworzona przez Electronic Arts i wydana na platformy Mega Drive/Genesis, Sega Mega CD, PC/DOS oraz Super Nintendo w 1993 roku przez EA Sports (wersja na komputery osobiste nosiła nazwę NHL Hockey). Posiadała licencje National Hockey League oraz Stowarzyszenia graczy NHL.
NHL '94 jest trzecią grą z serii NHL.